# Champaubert
Champaubert is een gemeente in het Franse departement Marne (regio Grand Est) en telt 133 inwoners (2005). De plaats maakt deel uit van het arrondissement Épernay.

## Geografie
De oppervlakte van Champaubert bedraagt 12,3 km², de bevolkingsdichtheid is 10,8 inwoners per km².
De onderstaande kaart toont de ligging van Champaubert met de belangrijkste infrastructuur en aangrenzende gemeenten.

## Demografie
Onderstaande figuur toont het verloop van het inwonertal.